# Metabiantes urbanus
Metabiantes urbanus is een hooiwagen uit de familie Biantidae.